# Копылов, Николай Фёдорович
Николай Фёдорович Копыло́в — советский хозяйственный, государственный и политический деятель.

## Биография
Родился в 1918 году в селе Скрипино.
Участник Великой Отечественной войны, старший артиллерийский техник 1105-го армейского пушечного артиллерийского Мелитопольского полка, 2-го дивизиона 151-й армейской пушечной артиллерийскогй Мелитопольской дважды Краснознамённой бригады. С 1949 года — на хозяйственной, общественной и политической работе. В 1949—1988 годах — начальник цеха специальных изделий Чепецкого механического завода, соавтор ряда технологических изделий — гамматерапевтических аппаратов «Рокус-М», «Агат-Р», «Агат-С», гамма-дефектоскопов «РИД» и «Магистраль» для радиографического контроля сварных швов, гамма-дефектоскопов «Стапель-5», «Стапель-20М», «РИД-32» и «ДВС». Член КПСС.
Умер в Глазове в 1994 году.

## Награды и премии
- Сталинская премия третьей степени (1953) — за расчётные и экспериментальные работы по созданию реакторов для производства трития